# Gara Târgoviște
Gara Târgoviște este o gară care deservește orașul Târgoviște, România.
1. 1 2  Monuments database, 7 noiembrie 2017